# لوگیل
لوگیل (به انگلیسی: Loughguile) یک روستا در بریتانیا است که در شهرستان انتریم واقع شده‌است. لوگیل ۲٬۰۰۰ نفر جمعیت دارد.